# Hymenocallis rotata
Hymenocallis rotata es una especie de planta bulbosa geófita perteneciente a  la familia de las amarilidáceas. Es originaria de los Estados Unidos.

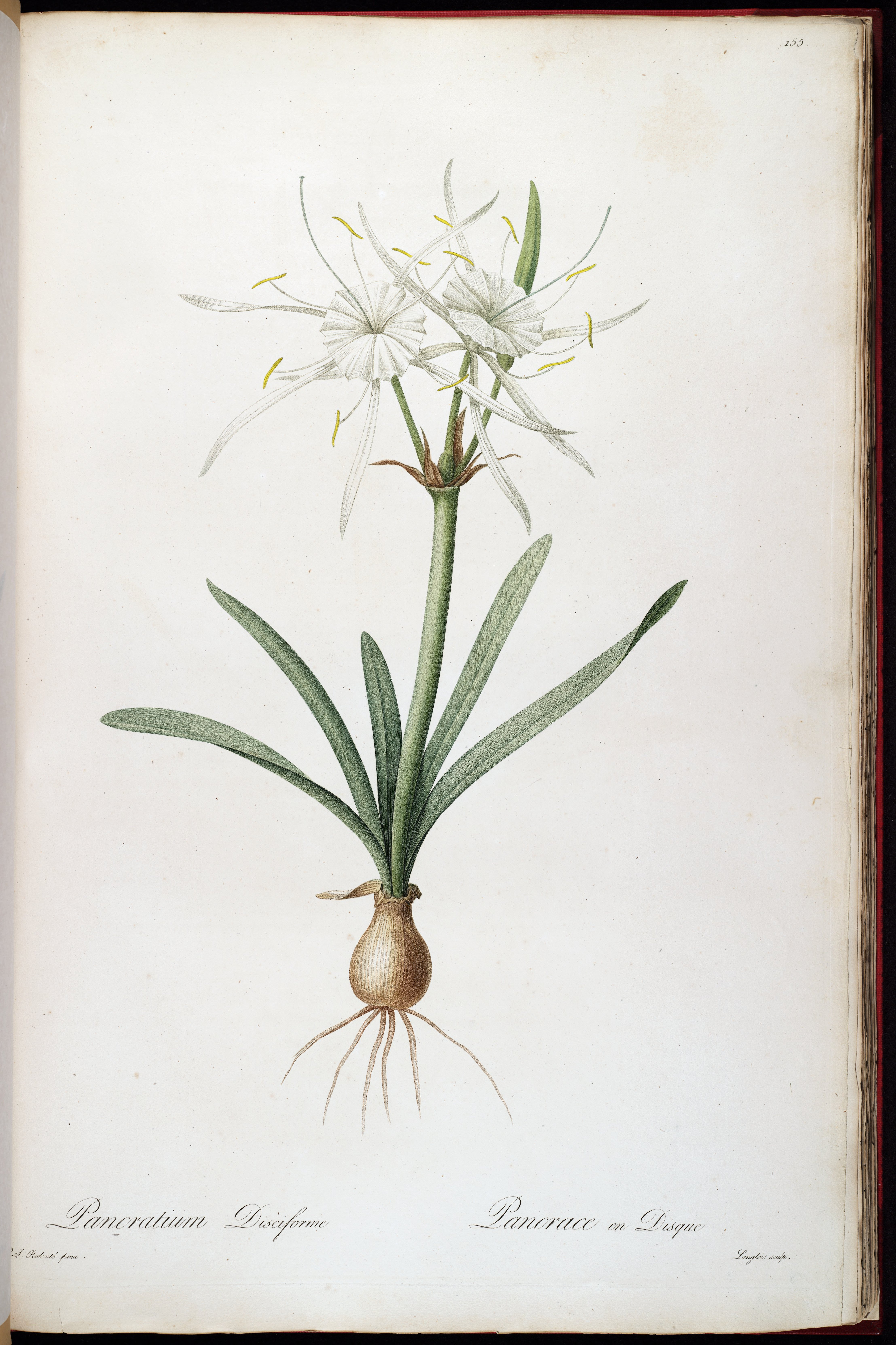
Ilustración

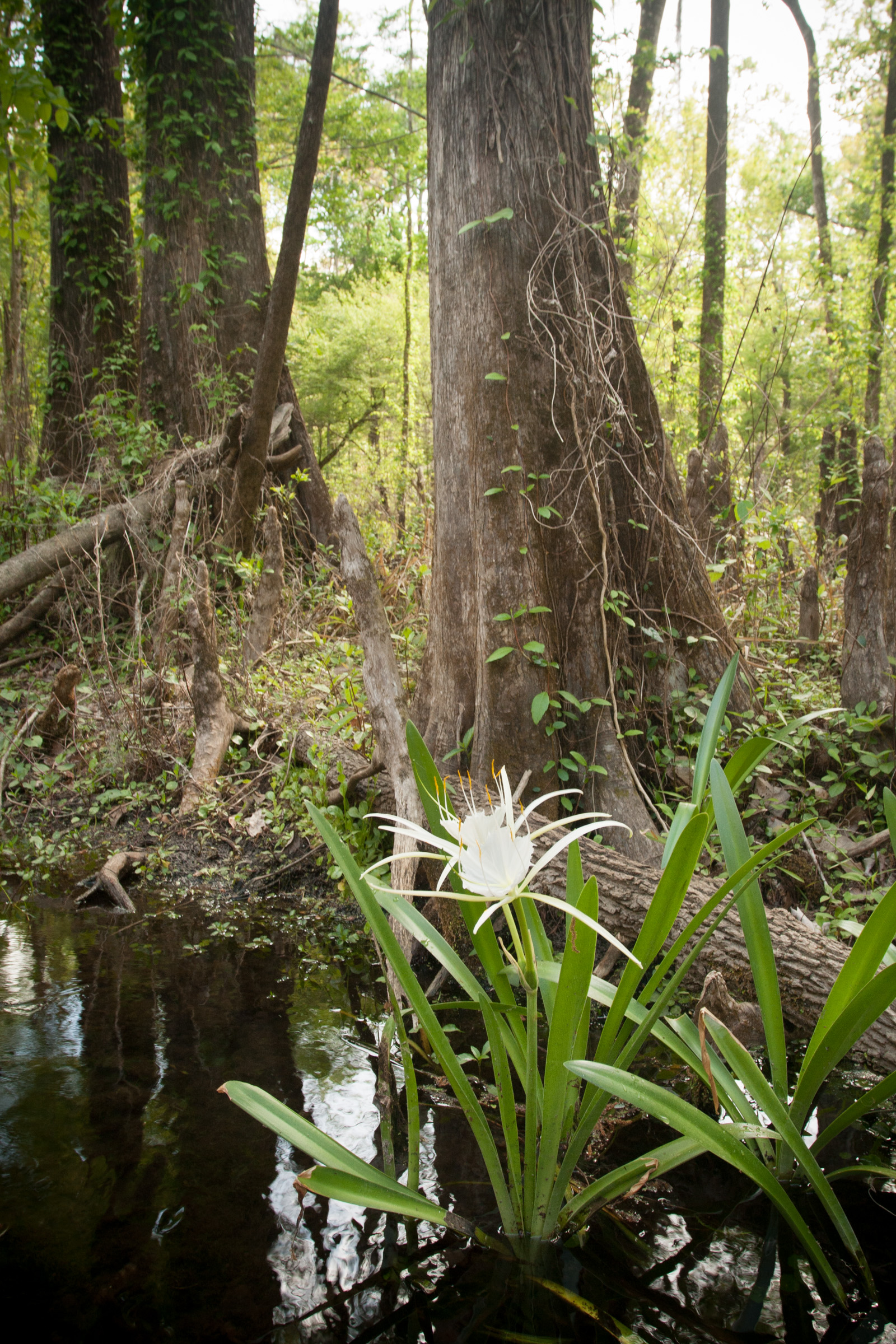
En su hábitat

## Descripción
Es una planta bulbosa rizomatosa,  ampliamente ovoide, de 8.6 × 3.6 cm. Las hojas caducas, arqueadas hacia arriba para suberectas coriáceas, de color verde oscuro, ápice agudo, glaucas en la base. Escapo de 3,5-7 dm, de 2 filos, glauco, los tépalos se extienden casi horizontalmente desde la base de la corona, de color blanco, verde con rayas a lo largo de la quilla y en la base y el ápice,  corona blanca con pequeños ojos amarillentos. Es fruto en cápsulas alargadas, con semillas alargadas. El número cromosomático es de 2n = 48.

## Distribución y hábitat
Florece en la primavera tardía - verano, en los márgenes de los ríos de primavera; en Florida.

## Taxonomía
Hymenocallis rotata fue descrita por (Ker Gawl.) Herb. y publicado en An Appendix 44, en el año 1821.
Etimología
Hymenocallis: nombre genérico que proviene del griego y significa "membrana hermosa", aludiendo a la corona estaminal que caracteriza al género.
rotata: epíteto latino que significa "como una rueda".
Sinonimia
- Pancratium rotatum Ker Gawl., Bot. Mag. 21: t. 827. 1805. basónimo
- Tomodon rotatum (Ker Gawl.) Raf., Fl. Tellur. 4: 22. 1838.
- Hymenocallis disciformis (DC.) M.Roem., Fam. Nat. Syn. Monogr. 4: 173. 1847.
- Hymenocallis floridana (Raf.) C.V.Morton, Year Book Amer. Amaryllis Soc. 2: 81. 1935.
- Hymenocallis lacera var. minor Chapm., Fl. South. U.S., ed. 3: 494. 1897.
- Hymenocallis laciniata Small, Man. S.E. Fl.: 323. 1933.
- Hymenocallis mexicana Herb., Appendix: 44. 1821.
- Hymenocallis paludosa Salisb., Trans. Hort. Soc. London 1: 338. 1812), nom. illeg.
- Ismene knightii Knowles et Westc., Fl. Cab. 2: 51. 1838.
- Pancratium carribaeum Mill., Gard. Dict. ed. 8: 4. 1768), nom. illeg.
- Pancratium disciforme DC. in P.J.Redouté, Liliac. 3: t. 155. 1806.
- Tomodon floridanum Raf., Fl. Tellur. 4: 22. 1838.[5]